# اسلام‌آباد (دومک)
اسلام‌آباد روستایی در دهستان دومک بخش نصرت‌آباد شهرستان زاهدان استان سیستان و بلوچستان ایران است.

## جمعیت
بر پایه سرشماری عمومی نفوس و مسکن در سال ۱۳۹۵ جمعیت این مکان ۱۳۲ نفر (۳۱ خانوار) بوده‌است.